# 인상주의 음악
인상주의 음악(Impressionist Music)이란 회화의 인상주의가 음악에도 적용되어 생긴 음악 양식이다.
19세기 후반에 주로 프랑스에서 나타난 음악 양식으로, 19세기 후반에 시작되어 20세기 중반까지 이어졌다. 먼저 나타난 회화에서의 인상주의처럼, 인상주의 음악은 표제 음악과 같이 어떤 강렬한 감정이나 이야기를 묘사하기보다는, 암시와 분위기에 초점을 맞춘 음악이다. 환상적이며 빛이라든가 바람과 은 끊임없이 변화하는 것이 자아내는 자연의 아름다움의 순간적 인상을 음빛깔에 정착시키려 하며, 따라서 그 때까지의 음악처럼 다이내믹한 발전을 가능케 하는 형식 대신, 순간 순간에 그 자체로 존재하는 매혹적인 울림으로써 성립되는 미를 추구하는 음악이다. 처음에 회화에서 사용된 이 말은 클로드 드뷔시의 독창과 오케스트라 작품 〈봄〉(1887)을 비판하는 의도로 쓰면서부터 음악 세계에서도 사용되기 시작했다. 드뷔시는 상징파의 시인 말라르메의 〈목신의 오후〉를 토대로 한 작품인 〈목신의 오후에의 전주곡〉(1892-1894)으로 리하르트 바그너의 음악과 결별하고 인상주의 수법을 확립시켰다.

## 같이 보기
- 인상주의
- 인상주의 문학